# Banneville-la-Campagne
Banneville-la-Campagne là một xã ở tỉnh Calvados, thuộc vùng Normandie ở tây bắc nước Pháp.